# Локоть (Брянская область)
Ло́коть — посёлок городского типа в Брянской области России, административный центр Брасовского района и Локотского городского поселения.
Население — 8469 человек (2021).

## География
Расположен близ реки Нерусса (приток Десны), при железнодорожной станции Брасово (на линии Брянск — Комаричи).

## История
Впервые упоминается в I половине XVII века как хутор Локотской Колодезь близ древнего села Брасова. В 1742 году окрестные земли Севского уезда, входившие в Брасовский стан, императрица Елизавета Петровна пожаловала генералу-фельдмаршалу С. Ф. Апраксину, который в 1797 году перенёс свою резиденцию в Локоть. В это время здесь было устроено великолепное имение с 4-этажным дворцом, прудами и фонтанами.
В 1882 году владельцами имения становятся наследники российского престола, великие князья Романовы (Георгий Александрович, с 1899 года — Михаил Александрович), продолжившие благоустройство посёлка: прокладывается водопровод, разбивается огромный парк с прудами и аллеями, возводится несколько многоэтажных каменных зданий, создаются первые предприятия лёгкой, пищевой и деревообрабатывающей промышленности.
В 1870-х годах в Локте был основан конный двор (с 1903 года — конезавод). С 1931 года Локоть становится районным центром; с 1938 года — посёлок городского типа.
Во время Великой Отечественной войны был оккупирован немецкими войсками с 4 октября 1941 года по 5 сентября 1943 года. Посёлок был объявлен городом Воскобойником, административным центром Локотского самоуправления (так называемой «Локотской республики») — полуавтономной области, управляемой местным населением в рамках предоставленных полномочий.

## Население
| 1939    | 1959  | 1970    | 1979    | 1989    | 2002    | 2009    |
| ------- | ----- | ------- | ------- | ------- | ------- | ------- |
| 6001    | ↗7450 | ↗10 005 | ↗10 229 | ↗11 191 | ↗12 094 | ↘12 005 |
| 2010    | 2012  | 2013    | 2014    | 2015    | 2016    | 2017    |
| ↘10 028 | ↘9911 | ↘9824   | ↘9703   | ↘9557   | ↘9548   | ↘9492   |
| 2018    | 2019  | 2020    | 2021    |         |         |         |
| ↘9369   | ↘9243 | →9243   | ↘8469   |         |         |         |

Национальный состав
По итогам переписи населения 2020 года, проживали следующие национальности (национальности менее 0,1 % и другое, см. в сноске к строке «Другие»):
| Национальность | Численность, чел. | Доля     |
| -------------- | ----------------- | -------- |
| Русские        | 8202              | 96,85 %  |
| Армяне         | 38                | 0,45 %   |
| Украинцы       | 37                | 0,44 %   |
| Другие         | 192               | 2,27 %   |
| Итого          | 8469              | 100,00 % |

## Экономика
В посёлке имеются станкостроительный завод, сыродельный завод. Также работает конезавод. Большинство предприятий на 1 января 2015 года частично или полностью не работают.

## Образование и культура
В посёлке работают четыре общеобразовательные школы (одна — коррекционная), промышленно-экономический техникум (бывший сельскохозяйственный техникум), филиал заочного отделения Брянской государственной сельскохозяйственной академии. Действуют районный дом культуры и музыкальная школа, ипподром.
С 1931 года издаётся районная газета «Вестник». Также выходила газета «Говорит Локоть».
В рамках федеральной программы «Императорский маршрут» в одном из зданий бывшей усадьбы Романовых в 2023 году запланировано открытие музея, посвящённого жизни младшего брата императора Николая II Великого князя Михаила Романова.